# The Captain's Paradise
El paraíso del capitán es una película de comedia inglesa estrenada en 1953, producida y dirigida por Anthony Kimmins y protagonizada por Alec Guinness, Yvonne De Carlo y Celia Johnson. 

## Sinopsis
El capitán Henry St. James (Alec Guinness) es el popular capitán de The Golden Fleece, un barco de pasajeros que viaja regularmente entre Gibraltar y Marruecos. Pero el capitán tiene un secreto "en su Paraíso", ya que tiene dos esposas: en Marruecos a la bailarina Nita St. James (Yvonne De Carlo) y en Gibraltar a la sobria inglesa Maud (Celia Johnson), sin que ninguna de las dos sepa de la existencia de la otra. La película empieza al final de la historia, que es contada por Ricco (Charles Goldner) el segundo de a bordo del capitán. La historia está contada por medio de flashbacks, y en 1958 la historia fue adaptada a un musical de Broadway titulado Oh, Captain!.

## Argumento
A principios de la década de 1950, en el Norte de África, un hombre, (Alec Guinness) es escoltado a través de una muchedumbre clamorosa hacia un fuerte donde está claro que va a ser fusilado. El comandante (Peter Bull) da la orden a los hombres para alinearse y abrir fuego. Mientras se ecuchan los disparos, la escena cambia al ferry The Golden Fleece, que está en el puerto mientras los pasajeros embarcan para un viaje de dos días a Gibraltar. La tripulación se encuentra afligida, y el oficial en jefe, Carlos Ricco (Charles Goldner) va a su camarote con la clara intención de emborracharse. Es interrumpido por un caballero viejo, Lawrence St. James (Miles Malleson), quien ha ido esperando para hablar con su sobrino, el capitán Henry St. James, de un asunto urgente pero que jamás es especificado. Con gran sorpresa y desagrado descubre que la aflicción de la tripulación se debe a la muerte de su sobrino, por lo que le pide a Ricco que le explique qué ha sucedido.  Averigua que su sobrino Henry era el próspero dueño y capitán del barco de pasajeros que viaja constantemente entre Gibraltar y Kalique, un puerto en el norte de África.
Henry St. James vivía en Marruecos con su amante Nita (Yvonne De Carlo), una joven exótica de 23 años. Salía con ella todas las noches a restaurantes caros y elegantes, y a clubes nocturnos donde llevaban una vida relajada. En Gibraltar, vivía con Maud (Celia Johnson) su devota esposa 15 años menor que él, llevando una existenciaa sobria y respetable en la que cada noche a dormir a las diez con dos tazas de cacao caliente. Henry le regaló lencería a Nita, y a Maud una aspiradora. Ambas quedaron encantadas. A bordo de su barco desdeñaba la compañía femenina, prefiriendo tener discusiones intelectuales con pasajeros hombres en la mesa del capitán. Llevaba una vida perfecta en su paraíso. 
Pero el capitán cometió un error que llevó a que Ricco descubriera la verdad. Ricco empezó a ayudar al capitán a mantener la charada. Maud decidió ir a Kalique y por casualidad conoció a Nita. El capitán logró hacer que Maud fuera arrestada antes de que ella y Nita se dieran cuenta de lo que les estaba haciendo a ambas. El capitán convenció a Maud de que Marruecos era un lugar muy peligrosos y que nunca debería volver ahí.
Con el paso de los años ambas mujeres empezaron a sentirse insatisfechas con sus respectivos papeles, ya que Nita empieza a desear ser un ama de casa y Maud quiere divertirse. El capitán logra calmar los deseos de ambas de forma temporal, pero ambas no tardan en conseguir amantes que les den lo que les falta en su vida. Maud se divorcia y vuelve a Inglaterra con su amante y Nita en un acto defensa personal, dispara y mata a su amante. Para protegerla, el capitán St. James asume la culpa.
En el momento de la ejecución, el pelotón dispara contra el comandante y St. James les da dinero y se va.

## Reparto
- Alec Guinness – Capitán Henry St. James
- Charles Goldner – Oficial en jefe Carlos Ricco
- Miles Malleson – Lawrence St. James
- Yvonne De Carlo – Nita
- Celia Johnson – Maud
- Bill Fraser – Absalom
- Peter Bull – Comandante del pelotón de fusilamiento
- Nicholas Phipps – El mayor
- Ambrosine Phillpotts – Marjorie
- Ferdy Mayne – El jeque
- Sebastian Cabot – Ali (vendedor)
- Arthur Gomez – Jefe de Supervisión
- George Benson – Mr. Salmon
- Bernard Rebel – Mr Wheeler
- Joyce Barbour – Mrs Reid, el ama de llaves
- Claudia Grey – Susan Dailey
- Ann Hefferman – Daphne Bligh
- Walter Crisham – Bob
- Roger Delgado – Policía de Kalique

## Producción
La película está basa en una historia original de Alec Coppel. Nicholas Phipps escribió el guion.
El título original era Paraíso. En 1951 se anunció que Rex Harrison y Lilli Palmer serían los protagonistas. Al año la prensa informó de que Laurence Olivier y Vivien Leigh serían las estrellas, con Olivier como director y Alexander Korda como productor.
Olivier y Leigh no pudieron. De acuerdo con Yvonne De Carlo, cuando Anthony Kimmins le ofreció el papel, sólo aceptó con la condición de que Alec Guinness fuera el protagonista. Kimmins dijo que era poco probable que consiguiera a Guinness, y que probablemente el papel sería interpretado por Ray Milland o Michael Wilding: De Carlo insistió en invitar a Guinness, y éste aceptó. Alec Guinness tenía un contrato con Alex Korda para hacer una película al año - su participación en la película se anunció en Variety en octubre de 1952.) Celia Johnson firmó contrato para interpretar el otro papel protagonista.
Kimmins dijo: «Estamos tratando de mostrar el lado triple del hombre... está la esposa doméstica: el lado de la pipa y las pantuflas; luego el lado de la jungla - del tipo de la chica en el puerto. Luego está el lado conversacional, de hombre a hombre ... Y, naturalmente, lo mantenemos en broma en todo momento, por lo que no esperamos arruinar ningún hogar.»
El rodaje terminó en marzo de 1953. Yvonne De Carlo dijo que disfrutó del rodaje porque «tuvo la ocasión de interpretar». Encontró que trabajar con Guinness era «una experiencia estimulante».

## Nominaciones
Alec Coppel fue nominado por la Academia a mejor historia